# Apanteles cadei
Apanteles cadei är en stekelart som beskrevs av Jean Risbec 1951. Apanteles cadei ingår i släktet Apanteles och familjen bracksteklar. Inga underarter finns listade i Catalogue of Life.